# 清风藤
清风藤（学名：Sabia japonica）也称寻风藤，为清风藤科清风藤属下的一个种。